# Changes (bài hát của Black Sabbath)
"Changes" là một bài hát soft rock của ban nhạc heavy metal người Anh Black Sabbath. Ca khúc lần đầu xuất hiện trong album Vol. 4 của nhóm, được phát hành vào năm 1972. Cây viết Stephen Deusner của website Pitchfork xem đây là một trong những bài hát hay nhất của Black Sabbath.

## Hoàn cảnh ra đời
Giai điệu piano của bài hát được sáng tác bởi tay guitar Tony Iommi trong lúc ông đang thử nghiệm nhạc cụ trong phòng thu. Phần lời do tay bass Geezer Butler viết, còn giọng ca chính Ozzy Osbourne miêu tả ca khúc là "đau lòng". Tương đối khác so với tác phẩm trước của Sabbath, bài hát được nhà phê bình Barney Hoskyns miêu tả là một bản ballad "khá cô đơn". Ca khúc chủ yếu được lấy cảm hứng từ vụ chia tay của tay trống Bill Ward với người vợ đầu của ông.
"Chúng tôi nhất định sẽ không bớt đau buồn hơn," Osbboune đưa ra lời hứa vào năm 1972. "Có thể chúng tôi sẽ thể hiện 'Changes' trên sân khấu với cây đàn Mellotron, song chúng tôi sẽ không bao giờ đưa đàn lên sân khấu hay làm bất cứ điều gì như thế." Ban nhạc lần đầu biểu diễn ca khúc trực tiếp vào năm 1973. "Changes" được ấn phẩm Rock - Das Gesamtwerk der größten Rock-Acts im Check liệt ở vị trí thứ 12 trong số những bài hát hay nhất của Black Sabbath.

## Đội ngũ thể hiện (bản gốc)
- Ozzy Osbourne – hát
- Tony Iommi – piano, mellotron
- Geezer Butler – guitar bass, mellotron

## Bản của Ozzy và Kelly Osbourne
30 năm sau, Ozzy thu âm một phiên bản nữa của ca khúc, lần này là bản song ca với cô con gái Kelly Osbourne của ông. Phần lời của ca khúc đã được sửa lại cho bản này, phát hành vào ngày 8 tháng 12 năm 2003, tái hiện những ký ức về cuộc sống của hai bố con. Đĩa đơn đã giành ngôi quán quân UK Singles Chart, trở thành bản song ca của cha-con gái thứ hai đứng đầu bảng xếp hạng sau Frank và Nancy Sinatra với bài "Somethin' Stupid" vào năm 1967. Với ngôi quán quân của "Changes" và "Paranoid" (hạng 4 năm 1970), Ozzy đã phá kỷ lục về quãng thời gian dài nhất giữa bài hát đầu tiên có mặt trên UK Singles Chart và bài hát đầu tiên đoạt ngôi quán quân của bảng xếp hạng này – lên tới 33 năm.
"Changes" còn lọt vào top 20 ở Đức, Ireland và Na Uy. Theo trang web chính thức của Ozzy Osbourne, đĩa đơn đã tiêu thụ hơn một triệu bản. Phiên bản này của ca khúc được liệt ở vị trí số 27 trong danh sách "50 bài hát tệ nhất thập niên 2000" trong bài viết của Village Voice  năm 2009.

### Danh sách bài hát
- UK CD1[12]

1. "Changes" – 4:07
2. "Changes" (bản mix nhạc dance của Felix da Housecat) – 6:11
3. "Come Dig Me Out" (live) – 3:54

- UK CD2[13]

1. "Changes" – 4:07
2. "Changes" (bản mix lồng tiếng của Who's the Daddy) – 5:41
3. "Changes" (video chất lượng cao) – 4:07

### Xếp hạng
| Xếp hạng (2003–2004)                                        | Vị trí cao nhất |
| ----------------------------------------------------------- | --------------- |
| Áo (Ö3 Austria Top 40)                                      | 31              |
| Châu Âu (Eurochart Hot 100)                                 | 4               |
| Đức (GfK)                                                   | 15              |
| Ireland (IRMA)                                              | 7               |
| Na Uy (VG-lista)                                            | 15              |
| Scotland (OCC)                                              | 1               |
| Thụy Điển (Sverigetopplistan)                               | 26              |
| Anh Quốc (OCC)                                              | 1               |
| Anh Quốc Indie (OCC)                                        | 1               |
| Anh Quốc Rock and Metal (OCC)                               | 2               |
| Hoa Kỳ Dance Club Songs (Billboard) Felix da Housecat Remix | 31              |

| Xếp hạng (2003)  | Vị trí |
| ---------------- | ------ |
| UK Singles (OCC) | 7      |

| Xếp hạng (2004)  | Vị trí |
| ---------------- | ------ |
| UK Singles (OCC) | 35     |

### Chứng nhận
| Quốc gia                                  | Chứng nhận | Số đơn vị/doanh số chứng nhận |
| ----------------------------------------- | ---------- | ----------------------------- |
| Anh Quốc (BPI)                            | Vàng       | 400.000^                      |
| ^ Chứng nhận dựa theo doanh số nhập hàng. |            |                               |

### Lịch sử phát hành
| Vùng          | Ngày                | Định dạng | Hãng đĩa  | Chú thích |
| ------------- | ------------------- | --------- | --------- | --------- |
| Liên hiệp Anh | 8 tháng 12 năm 2003 | CD        | Sanctuary | [ 28 ]    |
| Mỹ            | 19 tháng 1 năm 2004 | CHR HAC   | Sanctuary | [ 29 ]    |

## Bản của Charles Bradley
Ca sĩ Charles Bradley đã thu âm một bản cover của ca khúc theo phong cách nhạc soul. Bản này lần đầu được phát hành thành đĩa đơn nhân dịp Ngày hội bán đĩa nhạc Thứ Sáu Đen vào năm 2013, sau dó được phát hành thành bài tiêu đề trong album Changes năm 2016 của Bradley. Một năm sau, bản cover của Bradley ngày càng thu hút nhiều sự chú ý khi được sử dụng làm nhạc hiệu cho bộ phim hoạt hình người lớn sitcom Big Mouth do Netflix sản xuất. Hai diễn viên của loạt phim là Maya Rudolph và Jordan Peele còn thể hiện ca khúc cho phần soundtrack của phim, khi họ lần lượt hóa thân vào các nhân vật Connie the Hormone Monstress và Bóng ma Duke Ellington. Phiên bản bài hát của Bradley còn xuất hiện trong một tập của bộ phim truyền hình Big Little Lies của HBO, đồng thời có mặt trong album soundtrack mùa thứ hai của phim.

## Đoạn nhạc mẫu của Eminem
Nghệ sĩ nhạc hip hop Eminem đã lấy một đoạn nhạc mẫu của "Changes" ghép vào "Going Through Changes", một ca khúc trích từ album Recovery năm 2010 của anh.